# Râul Drăgoiasca
Râul Drăgoiasca este un afluent al râului Stupca. 

## Hărți
- Harta județului Suceava
- Ovidiu Gabor - Economic Mechanism in Water Management ][nefuncțională]